# Jay Bhattacharya

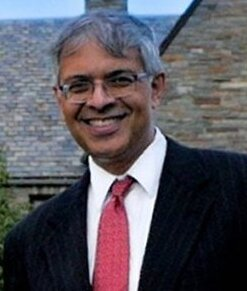
Jay Bhattacharya (2020)

Jayanta Bhattacharya (* 1968 in Kolkata, Indien) ist ein US-amerikanischer Gesundheitsökonom. Er ist Professor für Medizin und Ökonomie an der Stanford University und forscht in den Bereichen Medizin, öffentliche Gesundheitspolitik, Statistik und Ökonomie. Im November 2024 ernannte der designierte Präsident Donald Trump Bhattacharya zum vorgesehenen Leiter der National Institutes of Health. Dieses Amt trat er am 1. April 2025 an.

## Laufbahn
Der in Indien geborene Bhattacharya erhielt 1990 sowohl seinen Bachelor of Arts als auch seinen Master of Arts an der Stanford University und wurde in die Phi Beta Kappa aufgenommen. Den Doktortitel in Medizin erhielt er 1997 von der Stanford University School of Medicine. Von 1998 bis 2001 war er Wirtschaftswissenschaftler bei der RAND Corporation und Gastprofessor am UCLA Department of Economics. Im Jahr 2000 erwarb Bhattacharya zusätzlich einen Doktortitel in Wirtschaftswissenschaften an der Stanford University School of Humanities and Sciences. 2001 wurde er Professor an der Stanford University, wo er ab 2011 das Stanford Center on the Demography of Health and Aging leitete. Von 2006 bis 2008 war er Forschungsstipendiat an der wirtschaftsliberalen Hoover Institution. Er ist außerdem Forscher am National Bureau of Economic Research.
Während der COVID-19-Pandemie war Bhattacharya Mitverfasser der Great-Barrington-Erklärung im Oktober 2020, einem Vorschlag für einen alternativen Ansatz im Umgang mit COVID-19 durch „gezielten Schutz“ der am meisten gefährdeten Menschen. Dabei sollten jungen und gesunden Menschen die Rückkehr zum normalen Leben ermöglicht werden, während die am meisten gefährdeten Personen abgeschirmt würden. Er galt während der Pandemie als großer Kritiker der Massenquarantänemaßnahmen und im März 2021 bezeichnete Bhattacharya die COVID-19-Lockdowns als den „größten Fehler, den wir im Bereich der öffentlichen Gesundheit je gemacht haben“ und argumentierte: „Der Schaden für die Menschen ist katastrophal“. Kritisiert wurde der Ansatz von Bhattacharya, eine Herdenimmunität zuzulassen, u. a. von Anthony Fauci und WHO-Direktor Tedros Adhanom Ghebreyesus. Laut den im Dezember 2022 veröffentlichten Twitter Files schränkte die Plattform Twitter seine Reichweite in Reaktion auf seine Kritik an den Maßnahmen gegen COVID-19 ein.
Am 26. November 2024 kündigte Trump an, dass Bhattacharya Direktor der National Institutes of Health in seinem Kabinett Trump II werden würde. Seine Nominierung wurde am 25. März 2025 vom US-Senat bestätigt.